# Пунический язык
Пуни́ческий (пунийский, карфагенский) язык (финик. 𐤃𐤁𐤓𐤉𐤌 𐤊𐤍𐤏𐤍𐤉𐤌 — Dabarīm kanaʿnīm‎) — вымерший семитский язык, на котором говорили древние пунийцы.
Пунический язык считается обособленным диалектом в рамках финикийского языка, одного из ханаанских языков северо-западной ветви семитских языков, на котором говорили в Северной Африке, в том числе в Карфагенском государстве, и во всём Средиземноморье. Являясь ответвлением языка древних финикийцев из прибрежной Западной Азии (современный Ливан и западная Сирия), он в основном распространялся финикийскими колонистами на средиземноморском побережье Северо-Западной Африки, а также в южной части Иберии и на нескольких средиземноморских островах, таких как Мальта, Сицилия и Сардиния. Как и его ближневосточный родственник, пунический язык писался финикийским алфавитом справа налево, горизонтальными строками, без гласных.
Предположительно, пунический язык стал развиваться отдельно от своей прародины во времена царя Магона, когда Карфаген стал крупнейшим городом западного Средиземноморья, но научные попытки разграничить финикийские диалекты недостаточно точны и в целом расходятся в классификации.
Пьеса Плавта «Poenulus» содержит несколько предложений на пуническом языке, на основе которых сегодня проводят лингвистические исследования, поскольку, в отличие от других сохранившихся пунических надписей, они содержат гласные.
Мысль о том, что пунический язык был источником происхождения мальтийского языка, была впервые высказана в 1565 году. Современная лингвистика доказала, что мальтийский язык на самом деле происходит от арабского — возможно, от сицилийско-арабского языка, с большим количеством заимствованных слов из итальянского. Тем не менее на острове Мальта, когда-то в прошлом, действительно говорили на пуническом языке, о чём свидетельствуют как циппусы Мелькарта, которые являются неотъемлемой частью расшифровки пунического языка после его исчезновения, так и другие надписи, найденные на острове. Сам пунический язык, будучи ханаанским, был больше похож на современный иврит, чем на арабский.

## История
Пунийцы оставались в контакте с Финикией до самого заката и разрушения Карфагена Римской республикой в 146 году до нашей эры. Сначала между финикийцами и пунийцами не было большой разницы, но со временем на пунийцев всё меньше влияла Финикия и больше — берберские языки, на которых говорили древние ливийцы, жившие на территории Карфагена.
Существует термин «неопунический», который обозначает диалект пунического языка, на котором говорили после падения Карфагена и после римского завоевания. Этот диалект отличается от более раннего пунического языка, что очевидно из расходящегося правописания по сравнению с более ранним пуническим языком и использования несемитских имён — в основном, ливийско-берберского происхождения. Разница была связана с диалектными изменениями, которые претерпел пунический язык, когда он распространился среди народов Северной Африки. Неопунические надписи включают Lepcis Magna N 19 (92 год н. э.).
К IV веку нашей эры на пуническом языке всё ещё говорили на территории современного Туниса, а также в других частях Северо-Западной Африки и Средиземноморья. Неопунический алфавит также произошёл от пунического алфавита. Около 400 года пунический использовали, в основном, для монументальных надписей, заменённых в других местах курсивным алфавитом неопунического толка. К примерам пунических литературных произведений относится писатель Магон, написавший 28 томов о сельском хозяйстве и животноводстве. Римский сенат так высоко оценил эти работы, что после взятия Карфагена подарил их берберским князьям, владевшим там библиотеками. Работы Магона были переведены на греческий язык Кассием Дионисием из Утики. Латинская версия, вероятно, является переводом с греческой. Другие примеры пунических литературных произведений включают произведения Ганнона Мореплавателя, который писал о своих приключениях во время морских путешествий вокруг Африки и о создании новых колоний.
Третья разновидность пунического языка, известная как «латино-пунический», записывалась латинским алфавитом, но отражала варианты произношения Северо-Западной Африки. На латино-пуническом языке говорили до III—IV веков, и он присутствует в семидесяти восстановленных текстах. Латино-пунические тексты включают, например, Zliten LP1 I века или Lepcis Magna LP1 II века и Bir ed-Dreder LP2 IV веке. Классические источники, такие как Страбон, упоминают финикийское завоевание Ливии.
Есть свидетельства того, что все формы пунического языка изменились после 146 года до н. э., согласно Саллюстию, утверждавшему, что пунический язык был «изменён их смешанными браками с нумидийцами». Это свидетельство согласуется с другими доказательствами, говорящими о североафриканском влиянии на пунический язык, такими как ливийско-берберские имена. Аврелия Августина (354—430 годы н. э.), как правило, считают последним великим древним писателем, который имел некоторые знания о пуническом языке. По его словам, на пуническом языке всё ещё говорили в том регионе Северной Африки (Карфаген, на территории современного Туниса) спустя почти пять веков после падения Карфагена из-за поражения от Рима. Как отмечал Августин, в то время всё ещё были люди, которые называли себя хананеями (то есть именно карфагенянами). Другим доказательством существования пуноязычных общин в столь поздний период является серия трёхъязычных погребальных текстов, найденных в христианских катакомбах Сирта, Ливия: надгробные надписи вырезаны на древнегреческом, латинском и пуническом языках. Августин писал около 401 года:
Quae lingua si improbatur abs te, nega Punicis libris, ut a viris doctissimis proditur, multa sapienter esse mandata memoriae. Poeniteat te certe ibi natum, ubi huius linguae cunabula recalent.

И если вы отвергаете пунический язык, вы фактически отрицаете то, что было признано большинством учёных людей, что многие вещи были мудро сохранены от забвения в книгах, написанных на пуническом языке. Нет, вам даже должно быть стыдно за то, что вы родились в стране, в которой колыбель этого языка всё ещё тёплая.
Пунический, вероятно, пережил арабское завоевание Северной Африки: географ XI века Абу Убайд аль-Бакри описал людей в сельской Ифрикии, говорящих на языке, который не был ни берберским, ни местной латынью или коптским, разговорный пунический сохранился и после прекращения его письменного использования. Вполне вероятно, что арабизации пунов способствовал их же язык, принадлежащий к той же группе (оба были семитскими языками), что и язык завоевателей, и поэтому у них было много грамматических и лексических сходств, существование пунического языка также поспособствовало распространению арабского языка в регионе:71. Его перестали упоминать, когда на территорию средневековой Ифрикии после XI века переселилось арабское племя Бану Хилал, которое активно заселяло территории, уничтожая и ассимилируя оставшееся там автохтонное население.
Сегодня существует ряд общих берберских корней, происходящих от пунического, в том числе слово, означающее «учиться» (*almid, *yulmad; на иврите — למד лильмод).

## Лингвистическая характеристика

### Фонетика
В пуническом языке было 22 согласных.
| Орфография     | Орфография  | Орфография  | Название                   | Транслитерация | Произношение | Примечания |
| Нео-пунический | Финикийский | Финикийский | Название                   | Транслитерация | Произношение | Примечания |
| -------------- | ----------- | ----------- | -------------------------- | -------------- | ------------ | --- |
| Aleph          | Aleph       | 𐤀           | ʾalp произносится как ʾalf | ʾ              | ʔ            | Иногда буква также использовалась для обозначения гласных. |
| Beth           | Beth        | 𐤁           | Bēt                        | b              | b            | |
| Gimel          | Gimel       | 𐤂           | Gaml                       | g              | ɡ            | |
| Daleth         | Daleth      | 𐤃           | Dalt                       | d              | d            | |
| He             | He          | 𐤄           | He                         | h              | h            | Под римским влиянием звук часто исчезал, но всё ещё произносился в некоторых карфагенских словах. |
| Waw            | Waw         | 𐤅           | Waw                        | w              | w            | Иногда также использовалась для обозначения гласной «u». |
| Zayin          | Zayin       | 𐤆           | Zēn                        | z              | z            | В нескольких словах передавалась римлянами как sd, как в слове Гасдрубал (azrubaʿl) или esde (heze — «это» в некоторых пунических диалектах), но в большинстве текстов — просто как s: syt (zut — «это» в позднем пуническом). |
| Heth           | Heth        | 𐤇           | Ḥet                        | ḥ              | ħ            | Изредка обозначала гласные звуки «a, e, i, o, u». Звук Het был ослаблен, и слова, написанные обычно с его помощью, часто вместо этого писались буквой Alf в поздних пунических надписях.                                       |
| Teth           | Teth        | 𐤈           | Ṭet                        | ṭ              | tˤ           | |
| Yodh           | Yodh        | 𐤉           | Yod                        | y              | j            | Иногда также использовалась для обозначения гласной «я», но в основном в иностранных именах. |
| Kaph           | Kaph        | 𐤊           | Kap                        | k              | k            | Некоторые слова, которые заканчивались на Kof, передавались в латыни через h вместо обычного ch, что говорит о спирантизации этого звука как [χ].                                                                              |
| Lamedh         | Lamedh      | 𐤋           | Lamd                       | l              | l            | |
| Mem            | Mem         | 𐤌           | Mēm                        | m              | m            | |
| Nun            | Nun         | 𐤍           | Nūn                        | n              | n            | |
| Samekh         | Samekh      | 𐤎           | Semk                       | s              | s            | |
| Ayin           | Ayin        | 𐤏           | ʿēn                        | ʿ              | ʕ            | Часто использовалась для гласных «а» и «о» в позднем пуническом, в основном для латинских названий. |
| Pe             | Pe          | 𐤐           | Pi произносится как Fi     | p f            | p f          | В позднем пуническом и позднем финикийском языках p подверглась фрикативизации до f в III веке до нашей эры. |
| Tsadi          | Sadek       | 𐤑           | Tsade                      | ṣ              | /sˤ/         | Засвидетельствована как ts, но в основном — как s в латинских, древнегреческих, хеттских, лидийских и этрусских текстах. Засвидетельствована в некоторых латинских текстах как st.                                             |
| Qoph           | Qoph        | 𐤒           | Qop произносится как Qof   | q              | q            | |
| Res            | Res         | 𐤓           | Rūš                        | r              | r            | |
| Shin           | Shin        | 𐤔           | Shin                       | š              | ʃ            | |
| Taw            | Taw         | 𐤕           | Taw                        | t              | t            | |

### Таблица согласных фонем
|                       | Губные согласные  | Губные согласные | Альвеолярные согласные | Альвеолярные согласные | Альвеолярные согласные | Альвеолярные согласные | Палатальные согласные / Заднеязычные согласные | Палатальные согласные / Заднеязычные согласные | Увулярные согласные / Фарингальные согласные | Увулярные согласные / Фарингальные согласные | Глоттальные согласные | Глоттальные согласные |
| Простые согласные     | Простые согласные | Губные согласные | Эмфатические согласные | Эмфатические согласные |                        |                        | Палатальные согласные / Заднеязычные согласные | Палатальные согласные / Заднеязычные согласные | Увулярные согласные / Фарингальные согласные | Увулярные согласные / Фарингальные согласные | Глоттальные согласные | Глоттальные согласные |
| --------------------- | ----------------- | ---------------- | ---------------------- | ---------------------- | ---------------------- | ---------------------- | ---------------------------------------------- | ---------------------------------------------- | -------------------------------------------- | -------------------------------------------- | --------------------- | --------------------- |
| Носовые согласные     |                   | m                |                        | n                      |                        |                        |                                                |                                                |                                              |                                              |                       |                       |
| Взрывные согласные    | p~f               | b                | t                      | d                      | tˤ                     |                        | k                                              | ɡ                                              | q                                            |                                              | ʔ                     |                       |
| Фрикативные согласные | p~f               |                  | s                      | z                      | sˤ                     |                        | ʃ                                              |                                                | ħ                                            | ʕ                                            | h                     |                       |
| Аппроксиманты         |                   | w                |                        | l                      |                        |                        |                                                | j                                              |                                              |                                              |                       |                       |
| Дрожащие согласные    |                   |                  |                        | r                      |                        |                        |                                                |                                                |                                              |                                              |                       |                       |

## Примеры
Пятый акт «Poenulus» начинается с того, что Ганнон говорит на пуническом, своём родном языке. Язык следующих нескольких строк (выделено курсивом) неясен, но считается, что это иврит или «ливийский», если не пунический. Затем Плавт приводит латинский перевод предыдущих строк:
Yth alonim ualonuth sicorathi symacom syth 930

chy mlachthi in ythmum ysthyalm ych-ibarcu mysehi

li pho caneth yth bynuthi uad edin byn ui

bymarob syllohom alonim ubymysyrthohom

byth limmoth ynnocho thuulech-antidamas chon

ys sidobrim chi fel yth chyl is chon chen liful             935

yth binim ys dybur ch-innocho-tnu agorastocles

yth emanethi hy chirs aelichot sithi nasot

bynu yid ch-illuch ily gubulim lasibithim

bodi aly thera ynnynu yslym min cho-th iusim

Yth alonim ualoniuth sicorathii sthymhimi hymacom syth 940

combaepumamitalmetlotiambeat

iulecantheconaalonimbalumbar dechor

bats . . . . hunesobinesubicsillimbalim

esseantidamossonalemuedubertefet

donobun.hun ec cil thumucommucroluful            945

altanimauosduberithemhuarcharistolem

sitt esed anec naso ters ahelicot

alemu [y]s duber timur mucop[m] suistiti

aoccaaneclictorbod es iussilim limmim colus

deos deasque veneror, qui hanc urbem colunt,         950

ut quod de mea re huc veni rite venerim,

measque hic ut gnatas et mei fratris filium

reperire me siritis, di vostram fidem.

[quae mihi surruptae sunt et fratris filium.]

sed hic mihi antehac hospes Antidamas fuit;            955

eum fecisse aiunt, sibi quod faciundum fuit.

eius filium esse hic praedicant Agorastoclem:

ad eum hospitalem hanc tesseram mecum fero;

is in hisce habitare monstratust regionibus

hos percontabor qui hinc egrediuntur foras..
Поэтический перевод на русский язык выглядит следующим образом:
Привет богам, богиням в этом городе!
Благословите дело, для которого
Приехал я! Мне дайте дочерей моих
Найти и сына брата! Этой милости
Прошу у вас! Верните мне похищенных!
Имел я раньше друга здесь, и звался он Антидамас.
Свершил он жизни должный круг.
Живет здесь, слух есть, сын его Агорастокл.
Дощечку эту, знак гостеприимства, я
Несу к нему с собою. Указали мне,
Что обитает он вот в этой местности.

Спрошу людей тех, выходящих из дому.
Буквальный перевод:
Богов и богинь, которых призываю я, которые [суть] места этого, чтобы дело своё закончил я, прошу я для себя, благополучно. Смотрите, вот моё желание: о, если бы здесь обнаружил я несчастных наших — дочь мою вместе с сыном брата моего — благодаря покровительству их, богов, и попечением их. Во времена давние здесь гостеприимец Антидам был, человек, о котором говорят: ты сделал всё, что добрый должен делать. Что касается сына его, есть, сказано мне, здесь, с нами Агорастокл. Знак веры моей — табличка гостеприимства, которую с собой ношу я. Они укажут рукой, что здесь эти пределы его жительства [т. е. они укажут, что именно здесь он живёт]. Сейчас у двери о нём спрошу я их, здесь выходящих.
Разумеется, латинская транскрипция неизбежно отличается от изначальной пунической речи. Кроме того, текст отличается в разных рукописных источниках, причём источник P (палатинский) показывает, что некоторые слова неверно разделены и истолкованы.
Текст на неизвестном языке, приведённый здесь, относится к семейству источников А (амброзианский палимпсест); в обоих семействах со временем были утеряны небольшие фрагменты текста. Предпринимаются усилия, чтобы, среди прочего, заполнить лакуны на неизвестном языке и правильно разделить морфемы. Близкое отражение между строками 930-931a/940 и строками 937/947 (подчеркнуто выше) наводит на мысль, что текст на «неизвестном языке» также является пуническим. Обычно предполагается, что более повреждённая форма данного текста является более ранней.
Некоторые пунические слова, найденные в тексте, включают duber в 940—949: семитский корень DBR «читать», fel — семитский корень P’L «делать».